# Polizeirevier (Renfrew)

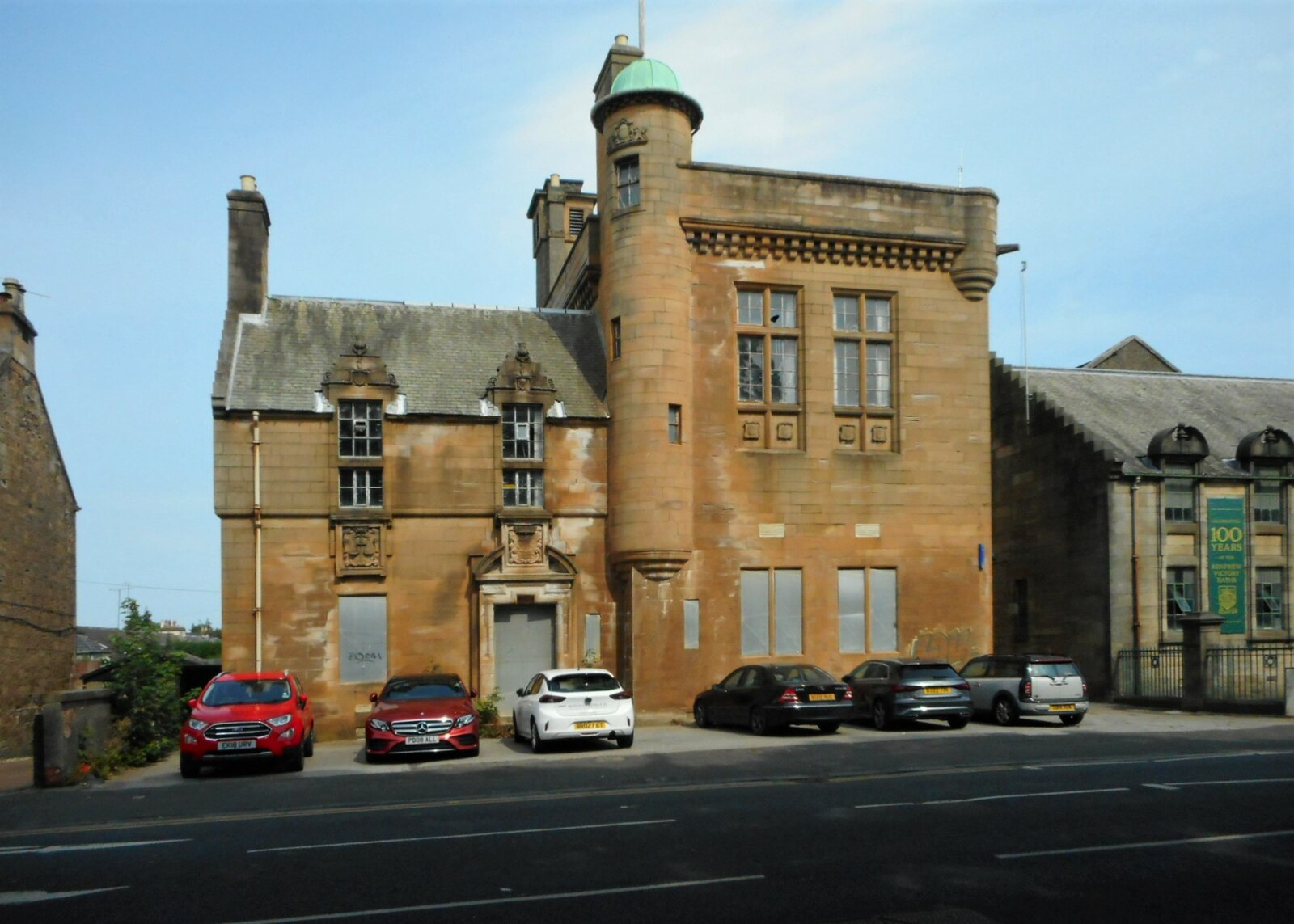
Polizeirevier von Renfrew

Das Polizeirevier von Renfrew liegt im Zentrum der schottischen Stadt Renfrew in der Council Area Renfrewshire. 1971 wurde das Bauwerk in die schottischen Denkmallisten in die Denkmalkategorie B aufgenommen.

## Beschreibung
Das zweistöckige Gebäude befindet sich an der Inchinnan Road (A8). Es wurde um 1910 nach einem Entwurf des schottischen Architekten Alexander Nisbet Paterson im Scots-Baronial-Stil erbaut. Ursprünglich beherbergte es eine Polizeidienststelle von Renfrew. Seit deren Umzug in ein neues Gebäude steht es leer. 2012 wurde es in das Register gefährdeter denkmalgeschützter Bauwerke aufgenommen. Sein Zustand wird jedoch als gut bei geringer Gefährdung beschrieben. Schadhaft sind verschiedene Segmente des Mauerwerks, insbesondere an der auskragenden Brüstung. Außerdem sind die Fenster reparaturbedürftig. Die Giebel sind als Staffelgiebel gearbeitet. Entlang der südexponierten Frontseite sind Lukarnen verbaut.